# Rajmund Badó
Rajmund Badó (Budapest, Hungría, 15 de agosto de 1902-Nueva York, 31 de agosto de 1986) fue un deportista húngaro especialista en lucha grecorromana donde llegó a ser medallista de bronce olímpico en París 1924.

## Carrera deportiva
En los Juegos Olímpicos de 1924 celebrados en París ganó la medalla de bronce en lucha grecorromana estilo peso pesado, tras el francés Henri Deglane (oro) y el finlandés Edil Rosenqvist (plata).